# Нижняя Тарасовка
Ни́жняя Тара́совка — хутор в Тарасовском районе Ростовской области.
Входит в состав Тарасовского сельского поселения.

## Население
| 2010 |
| ---- |
| 433  |

## Улицы
| - пер. Дружбы, - пер. Малый, - пер. Озерный, - пер. Песчаный, | - ул. Дорожная, - ул. Центральная, - ул. Школьная. |